# Городёнка (приток Северки)
Городёнка — река в Московской области России, правый приток реки Северки.
Берёт начало недалеко от села Васильевского, в 10 км к востоку от станции Михнево Павелецкого направления Московской железной дороги, устье — у села Мещерино. На Городёнке расположены деревни Щербинино, Фоминки, рабочий посёлок Малино.
Длина — 39 км (по другим данным — 28 км), площадь водосборного бассейна — 237 км². Равнинного типа. Питание преимущественно снеговое. Замерзает обычно в середине ноября, вскрывается в середине апреля. Имеет правый приток — реку Сукушу.
Бассейн Городёнки — красивый уголок южного Подмосковья, богатый грибными местами, архитектурными памятниками и интересными геологическими образованиями. В известняковых обнажениях по берегам реки, на речных перекатах и галечных отмелях можно найти окаменелости каменноугольного периода.

## Данные водного реестра
По данным государственного водного реестра России, относится к Окскому бассейновому округу. Речной бассейн — Ока, речной подбассейн — бассейны притоков Оки до впадения Мокши, водохозяйственный участок — Москва от водомерного поста в деревне Заозерье до города Коломны.